# La Colonia, Hidalgo
La Colonia är en ort i Mexiko.   Den ligger i kommunen Mineral de la Reforma och delstaten Hidalgo, i den sydöstra delen av landet, 80 km nordost om huvudstaden Mexico City. La Colonia ligger 2 346 meter över havet och antalet invånare är 2 982.
Terrängen runt La Colonia är kuperad norrut, men söderut är den platt. Runt La Colonia är det tätbefolkat, med 982 invånare per kvadratkilometer. Närmaste större samhälle är Pachuca de Soto, 7,9 km nordost om La Colonia. Omgivningarna runt La Colonia är i huvudsak ett öppet busklandskap.